# سیارک ۴۰۲۵
سیارک ۴۰۲۵ (به انگلیسی: 4025 Ridley، نامگذاری:1981WU) چهار هزار و بیست و پنجمین سیارک کشف شده‌است که در ۲۴ نوامبر ۱۹۸۱ کشف شد.
قدر مطلق سیارک برابر ۱۳٫۹۰ است.